# Декабрь 2011 года

Список событий декабря 2011 года.

## События
- 1 декабря
  - Губернатор Свердловской области Александр Мишарин госпитализирован после серьёзного ДТП.
  - В Латвии отменили смертную казнь[1].
  - 2 гражданина Пакистана из города Чагай были убиты войсками НАТО при пересечении границы с Афганистаном. Как сообщается, они отправились в Афганистан с целью навестить своих родственников и были убиты в провинции Гильменд огнём на поражение[2].
  - Алмазбек Атамбаев вступил в должность президента Кыргызстана[3].
  - На Украине началось телевещание в формате HDTV[4].
  - Открыт Алматинский метрополитен (Казахстан)[5].
- 2 декабря
  - Все иранские дипломаты в Великобритании отозваны на родину по требованию британского МИДа[6].
  - Международный уголовный суд в Гааге выдал ордер на арест министра обороны Судана Абдельрахима Мухаммада Хусейна[7].
  - В Киеве прошла жеребьёвка чемпионата Европы по футболу[8].
  - На центральной площади Цхинвали, где находятся около двух с половиной тысяч сторонников Аллы Джиоевой, объявившей себя новым президентом республики, появилась бронетехника и вооруженные автоматами сотрудники спецназа[9].
  - Открыты станции Московского метрополитена — «Борисово», «Шипиловская» и «Зябликово»[10].
  - Интернет-ресурс WikiLeaks открыл новый проект, разоблачающий примерно 150 компаний, работающий в сфере слежения[11].
  - В Венесуэле открылся первый саммит нового блока стран Латинской Америки и Карибского бассейна — CELAC[12]
- 3 декабря
  - Дональд Рамотар приведён к присяге в качестве нового президента Гайаны[13].
  - В Бразилии стартовал XX чемпионат мира по гандболу среди женщин[14].
  - В Ереване (Армения) прошёл 9-й детский конкурс песни Евровидение[15]. Победила группа Candy из Грузии[16].
  - В Москве (Россия) начался чемпионат Европы по кёрлингу[17].
- 4 декабря
  - Сборная Испании выиграла Кубок Дэвиса по теннису обыграв сборную Аргентины[18].
  - Иран сбил беспилотный самолёт американских ВВС возле границы с Пакистаном[19].
  - Мужская сборная России выиграла Кубок мира по волейболу проходивший в Японии[20].
  - Парламентские выборы в Словении, большинство голосов получила оппозиционная партия «Позитивная Словения», с бывшим премьер-министром страны Янезом Янша во главе[21].
  - Парламентские выборы в Хорватии[22].
  - Выборы в Государственную думу Федерального собрания Российской Федерации VI созыва[23].
  - В России начались протесты против фальсификации результатов выборов в Государственную думу РФ[24].
  - По итогам первого тура парламентских выборов в Египте большинство голосов получила исламистская «Партия свободы и справедливости»[25].
- 5 декабря
  - В Бельгии спустя 19 месяцев сформировано новое правительство, которое возглавил премьер-министр Элио ди Рупо[26].
  - После объявления предварительных результатов выборов в Государственную думу VI созыва в некоторых городах России начались акции протеста, участник которых выступали против нарушений законодательства и массовых фальсификаций, в результате проведения акций были задержаны несколько сотен человек, в том числе оппозиционер Илья Яшин и интернет-активист Алексей Навальный[27].
- 6 декабря
  - Террорист-смертник взорвал себя в центре Кабула недалеко от шиитской мечети. Погибло не менее 30 человек[28].
  - Премьер-министром Бельгии утверждён лидер Социалистической партии Элио ди Рупо[29].
  - Верховный суд Южной Осетии оставил в силе решение о признании недействительными результатов президентских выборов в республике 27 ноября[30].
- 7 декабря
  - Приняты поправки в Уголовный кодекс России, предусматривающие смягчение наказания по ряду статей[31].
  - Премьер-министр Египта Камаль аль-Ганзури получил президентские полномочия[32].
  - Монголия установила дипломатические отношения с Коморами и Тувалу[33].
- 8 декабря
  - В Японии открылся клубный чемпионат мира по футболу[34].
  - Телевидение Ирана показало кадры нового американского беспилотника, который, как утверждается, был захвачен иранскими специалистами путём взлома электронной системы управления[35].
  - В Щецине (Польша) начался чемпионат Европы по плаванию на короткой воде[36].
- 9 декабря
  - В Брюсселе в рамках саммита ЕС подписан договор о вступлении Хорватии в Евросоюз с 1 июля 2013 года[37].
  - ЦИК объявила официальные результаты выборов в Государственную думу Федерального собрания Российской Федерации VI созыва[38].
  - Пожар в больнице Калькутты (Индия). Погибли 89 человек[39].
  - Бывший кандидат в президенты Южной Осетии Алла Джиоева заявила, что её инаугурации не состоится[40].
  - Введена в эксплуатацию Мойнакская ГЭС (Казахстан), первая высоконапорная гидроэлектростанция СНГ[41].
  - Казахстан ввёл в эксплуатацию железную дорогу Узень — государственная граница с Туркменистаном, являющуюся частью международного транспортного коридора Север — Юг[42].
- 10 декабря
  - В Аргентине приведено к присяге новое правительство[43].
  - Премьер-министр Перу Саломон Лернер ушёл в отставку. Новым премьер-министром стал министр внутренних дел Оскар Вальдес[44].
  - Президент Южной Осетии Эдуард Кокойты официально объявил о своей отставке. Исполнять обязанности до президентских выборов назначенных на 25 марта 2012 будет премьер-министр Вадим Бровцев[45].
  - В России и за рубежом прошли акции протеста против итогов выборов в Государственную думу Федерального собрания Российской Федерации VI созыва России[46][47][48][49].
  - Справедливая Россия на съезде утвердила Сергея Миронова кандидатом на президентские выборы[50].
  - В Москве завершился чемпионат Европы по кёрлингу. У женщин победу одержала сборная Шотландии, у мужчин — сборная Норвегии[51].
  - Полное лунное затмение, видимое на территории России, Австралии, США и Юго-Восточной Азии[52].
- 11 декабря
  - В южноафриканском Дурбане завершилась 17-я Конференция ООН по вопросам изменения климата. Подписано соглашение, продляющее срок действия Киотского протокола на пять лет[53].
  - Бывший панамский диктатор Мануэль Норьега экстрадирован из Франции на родину[54].
  - В Кот-д’Ивуаре прошли парламентские выборы[55].
  - Землетрясение в Мексике магнитудой 6,7. Погибли 2 человека[56].
  - Выборы президента Приднестровской Молдавской Республики[57].
  - Израильские ВВС нанесли удар по сектору Газа в ответ на обстрел своей южной территории[58].
  - С космодрома Байконур запущена ракета-носитель класса Протон-М с российским спутником Луч-5А и израильским спутником связи АМОС-5[59].
  - Крупный пожар на строящемся мосту через бухту Золотой Рог во Владивостоке[60].
- 12 декабря
  - Верховный суд Папуа-Новой Гвинеи признал незаконным избрание 2 августа Питера О’Нила премьер-министром и восстановил Майкла Сомаре в этой должности[61].
  - Канада объявила о выходе из Киотского протокола[62].
  - Учредительное Собрание Туниса утвердило кандидатуру Монсефа Марзуки на должность президента[63].
  - Губернатор Вологодской области Вячеслав Позгалев подал президенту России прошение об отставке[64].
  - Введён в строй 4-й энергоблок Калининской атомной станции в Тверской области России[65].
  - Бывший лидер Правого дела Михаил Прохоров объявил о своем намерении баллотироваться на пост президента России[66].
  - Япония вывела на орбиту спутник-шпион «Рэда-3», призванный наблюдать за территорией КНДР[67].
- 13 декабря
  - В Куала-Лумпуре принёс присягу новый глава Малайзии Абдул Халим Муадзам Шах[68].
  - В центре Льежа 32-летний бельгиец закидал ручными гранатами автобусную остановку, а затем открыл огонь из FN FAL. 5 человек погибли, более 100 пострадали. Сам террорист погиб, выстрелив себе в голову[69].
  - Съезд ЛДПР официально выдвинул кандидатуру Владимира Жириновского на пост президента России[70].
- 14 декабря
  - Федеральное собрание Швейцарии избрало Эвелине Видмер-Шлумпф президентом страны на 2012 год, а Ули Маурера — вице-президентом[71].
  - Парламент Чехии проголосовал за введение прямых выборов президента страны[72].
  - Печерский районный суд Киева закрыл уголовное дело против экс-президента Украины Леонида Кучмы по делу об убийстве журналиста Георгия Гонгадзе[73].
  - Подписано соглашение о безвизовом пересечении границ между Калининградской областью и Польшей[74].
  - Страны ОПЕК впервые с 2008 года приняли решение повысить квоты на добычу нефти[75].
  - Журнал Time назвал Человека года. Им признан Протестующий — анонимный участник акций протеста, прошедших в 2011 году по всему миру, абстрактное понятие[76].
- 15 декабря
  - В Индии в результате отравления контрафактным алкоголем скончалось более 150 человек[77].
  - Бывший президент Франции Жак Ширак был признан виновным по делу о создании фиктивных рабочих мест в бытность мэром Парижа в 1980-90-х годах[78].
  - Американские военные официально завершили почти 9-летнюю миссию в Ираке[79].
  - Российское рыболовецкое судно «Спарта» с 32 членами экипажа на борту получило пробоину у берегов Антарктиды. Начата международная спасательная операция[80].
- 16 декабря
  - Омурбек Бабанов избран новым премьер-министром Киргизии[81], а Асылбек Жээнбеков — спикером парламента[82].
  - Опубликованы окончательные данные Всероссийской переписи населения 2010[83].
  - Беспорядки в казахстанском городе Жанаозен: подожжены административные здания, погибли 14 человек[84].
  - Антон Силуанов назначен министром финансов России[85].
  - После 18 лет переговоров подписан договор о вступлении России во Всемирную Торговую Организацию[86][87].
  - Выборы президента Молдовы[88].
  - Исландия и Палестина установили дипломатические отношения[89].
- 17 декабря
  - Скончался лидер КНДР Ким Чен Ир[90]. Преемником стал его младший сын Ким Чен Ын[91].
  - На пост спикера Государственной Думы России назначен Сергей Нарышкин[92].
  - В райцентре Шетпе что в Мангистауской области Казахстана вспыхнули массовые беспорядки, протестующие выступили с призывами в поддержку участников массовых беспорядков в городе Жанаозен, итог один погибший и 11 ранено.[источник не указан 4976 дней]
  - Президент Казахстана ввёл режим чрезвычайного положения в городе Жанаозен[93].
  - В Габоне прошли парламентские выборы[94].
  - С космодрома Куру во Французской Гвиане запущена российская ракета-носитель класса Союз-СТА с шестью спутниками на борту[95].
  - Грузия и Гаити установили дипломатические отношения[96].
- 18 декабря
  - Последние войска США покинули территорию Ирака[97].
  - В Охотском море затонула плавучая буровая платформа «Кольская», на которой находилось 67 человек. 14 человек спасены, 14 погибли, судьба других не известна[98].
  - Кубок Президента Российской Федерации по тяжёлой атлетике (Белгород, Россия), первое в России соревнование международного уровня в этом виде спорта[99].
  - В финале клубного чемпионата мира по футболу победу одержала испанская «Барселона»[100].

- 19 декабря
  - Суд Ирака выдал ордер на арест вице-президента страны Тарика Хашеми, обвиняемого в террористической деятельности[101].
  - Шведский автоконцерн Saab объявил себя банкротом[102].
  - Лихтенштейн присоединился к Шенгенскому соглашению[103].
  - Начались торги на объединённой фондовой бирже ММВБ-РТС[104].
- 20 декабря
  - Конгресс депутатов Испании утвердил лидера Народной партии Мариано Рахоя на посту председателя правительства[105].
  - На Филиппинах число жертв шторма Ваши достигло 957 человек, сотни пропавших без вести[106].
- 21 декабря
  - В первый день работы Государственной думы нового созыва около 100 активистов оппозиции провели акцию под лозунгом «Не допустим самозванцев в парламент!» возле здания Госдумы в Москве. Задержано около 25 человек[107][108].
  - С космодрома Байконур запущен космический корабль «Союз ТМА-03М»[109].
  - Монголия и Малави установили дипломатические отношения[110].
  - Македония и Намибия установили дипломатические отношения[111].
- 22 декабря
  - В результате серии взрывов[англ.] в Багдаде погибли 57 человек, 176 получили ранения[112].
  - За два дня в Сирии погибло свыше 200 человек, МИД Турции выступил с резкой критикой действий властей Сирии, в страну прибывают представители Лиги арабских государств[113].
- 23 декабря
  - Государственные СМИ Сирии сообщили, что в Дамаске, при взрыве двух автомобилей, погибло по меньшей мере 40 человек[114].
  - С космодрома Плесецк стартовала ракета-носитель класса Союз-2.1б со спутником связи Меридиан[115]. Из-за сбоя в работе двигателя третьей ступени ракеты-носителя спутник «Меридиан» упал на Землю[116].
  - Совет по правам человека при Президенте РФ призвал к отставке главы ЦИК Чурова «в связи с утратой доверия»[117].
  - Турция объявила о полном прекращении военного, политического и экономического сотрудничества с Францией и отозвала своего посла в Париже после принятия французским парламентом закона, предусматривающего наказание за отрицание геноцида армян[118].
  - Грузия и Восточный Тимор установили дипломатические отношения[119].
- 24 декабря
  - В России и за рубежом прошли массовые акции протеста «За честные выборы» против фальсификации итогов выборов в Госдуму[120][121][122][123].
- 25 декабря
  - Второй тур выборов президента Приднестровской Молдавской Республики[124]. Президентом избран Евгений Шевчук[125].
  - Группа хакеров Anonymous объявила о взломе сети частной разведывательно-аналитической компании Stratfor. Объём похищенной информации составляет порядка 200 гигабайт[126].
  - Серия терактов в Нигерии. В разных городах страны взорваны пять христианских церквей. Десятки погибших[127].
  - В Гвинее-Бисау предотвращена попытка государственного переворота. Среди арестованных — глава ВМС адмирал Жозе Америго Бубо На Чуто[128].
  - Вооружённые силы Судана заявили об уничтожении Халиль Ибрагима, лидера дарфурской группировки «Движение за справедливость и равенство»[129].
- 26 декабря
  - Ким Чен Ын утверждён в должности Председателя Центрального комитета Трудовой партии Кореи[130].
  - В сирийском городе Хомс местные власти применили тяжёлую артиллерию и танки для подавления антиправительственных протестов[131].
- 27 декабря
  - Япония частично сняла запрет на экспорт вооружений, действовавший более 40 лет[132].
  - Мощное землетрясение в Туве (Россия)[133].
  - Вступило в силу соглашение о безвизовых поездках между Россией и Уругваем[134].
  - Китай ввёл в тестовую эксплуатацию собственную систему спутниковой навигации «Бэйдоу»[135].
  - Игумен Ватопеда Ефрем арестован и доставлен в Афины[136].
- 28 декабря
  - В Санкт-Петербурге открыта самая глубокая в России станция метро «Адмиралтейская»[137].
- 29 декабря
  - В Пхеньяне завершились похороны Ким Чен Ира[138]. Его сын Ким Чен Ын официально объявлен верховным вождём КНДР, главой партии и главнокомандующим Корейской народной армии[139].
  - Израильские ВВС нанесли несколько авиаударов в центральной и северной частях сектора Газа[140].
  - Бывший президент Аргентины Рейнальдо Биньоне, уже отбывающий пожизненное заключение, приговорён к новому наказанию — 15 годам тюрьмы[141].
  - На парламентских выборах на Ямайке, по предварительным данным, победила оппозиционная Народная национальная партия, премьер-министром стала Поршия Симпсон-Миллер[142].
- 30 декабря
  - Самоа и Токелау сменили часовой пояс перейдя через линию перемены дат, пропустив, таким образом, сутки 30 декабря[143].
  - Массовые манифестации курдского населения в Турции, спровоцированные гибелью 35 курдов в результате армейской спецоперации[144].
  - Вступил в должность новый президент Приднестровья Евгений Шевчук[145].
- 31 декабря
  - Начало переписи населения в Эстонии[146].
  - После 16 лет скрывания от правосудия один из бывших лидеров секты Аум Синрикё Макото Хирата добровольно явился в полицейский участок и сдался властям[147].
  - Начало вещания Канала Disney в эфирном вещании, вместо телеканала Семёрка.